# Formicium
|  | No s'ha de confondre amb Formica. |

Formicium és un gènere fòssil de formiga de la subfamília (Formiciinae). Se n'han trobat fòssils al jaciment de Messel (Alemanya).